# Pambula
Pambula est une localité australienne située dans la zone d'administration locale de la vallée de la Bega en Nouvelle-Galles du Sud. 

## Géographie
La localité est située au sud-est de la Nouvelle-Galles du Sud sur la côte de Saphir de la mer de Tasman, à mi-distance entre Melbourne et Sydney. Elle a principalement une activité touristique.

## Démographie
| 2011 | 2016 | 2021  |
| ---- | ---- | ----- |
| 867  | 970  | 1 002 |